# Suche (Poltawa)
Suche (ukrainisch Сухе; russisch Сухое Suchoje) ist ein Dorf im Süden der ukrainischen Oblast Poltawa mit etwa 150 Einwohnern (2001).

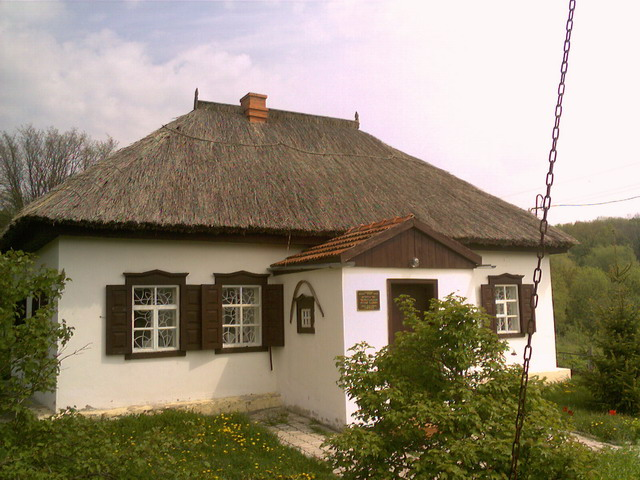
Oles Hontschar-Museum im Dorf

Die Ortschaft liegt auf einer Höhe von 92 m an der Quelle der Wismatschka (Вісьмачка), einem etwa 10 km langen, rechten Nebenfluss der Worskla, 13 km südwestlich vom ehemaligen Rajonzentrum Kobeljaky und 75 km südwestlich vom Oblastzentrum Poltawa.
Am 12. Juni 2020 wurde das Dorf ein Teil der neugegründeten Stadtgemeinde Kobeljaky, bis dahin war es Teil der Landratsgemeinde Lebedyne (Лебединська сільська рада/Lebedynska silska rada) im Westen des Rajons Kobeljaky.
Am 17. Juli 2020 kam es im Zuge einer großen Rajonsreform zum Anschluss des Rajonsgebietes an den Rajon Poltawa.

## Persönlichkeiten
Der ukrainische und sowjetische Schriftsteller, Literaturkritiker und soziale Aktivist Oles Hontschar (1918–1995) verbrachte seine Kindheit im Dorf bei seinen Großeltern mütterlicherseits.